# 大陸会議
大陸会議（たいりくかいぎ、英: Continental Congress）は、イギリス本国の高圧的な植民地経営に対して北アメリカの13州の自治意識が高まり、1774年から開催された各植民地代表による会議である。第1次大陸会議と第2次大陸会議があり、アメリカ合衆国の独立承認後は連合会議（1781年 - 1789年）に発展するが、この連合会議を含めて大陸会議と総称することがある。

## 第1次大陸会議
第1次大陸会議(英:First Continental Congress)は、イギリスの北アメリカ13植民地のうち12の議会によって指名された代表56名による会議体である。1774年に開催されたが、ジョージア植民地だけは代表を送らなかった。ジョージアは当時最新かつ最小の植民地であり、インディアンとの抗争が燻っていたのを収めるためにイギリスの援助を求めていたので、代表を送らなかった。

### 背景
不評だった印紙法に対抗して植民地人によって開かれた印紙法会議と同様に、第1次大陸会議は主に「耐え難き諸法」(Intolerable Acts)に対して開かれた会議である。会議は永久通信委員会を通じて企画された。会議の場所としては、植民地の中心にあり、代表的な都市の一つであるペンシルベニア邦のフィラデルフィアにあるカーペンターズホールに決められた。

### 会議

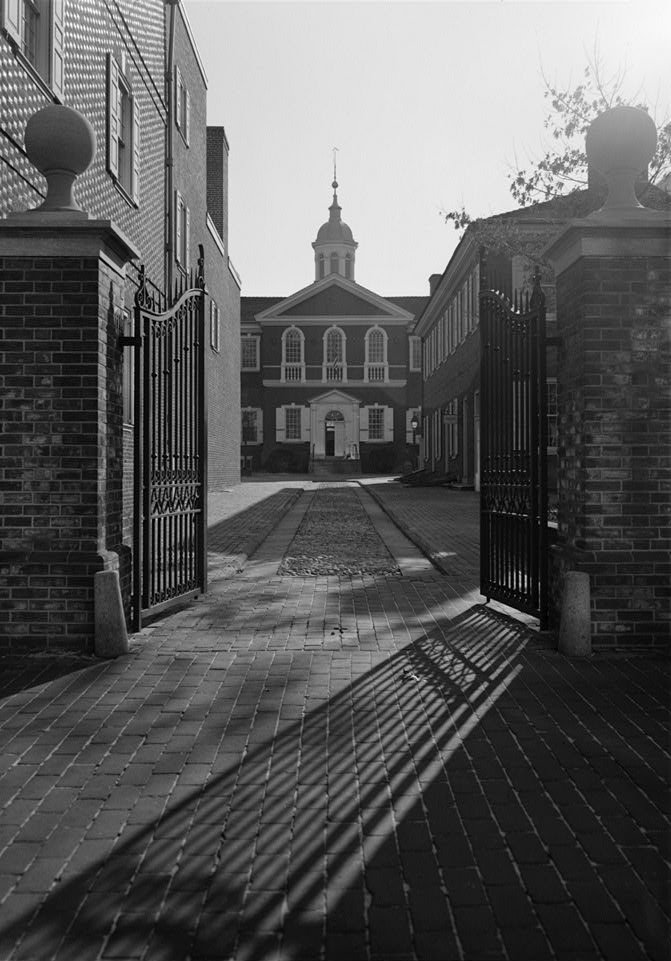
カーペンターズホール

会議は1774年9月5日から10月26日まで開催され、ペイトン・ランドルフが進行役を務めた。ヘンリー・ミドルトンが10月22日から最後までの大陸会議議長となった。ペンシルベニアの「自由の息子達」の指導者だったチャールズ・トムソンが書記官となった。トムソンは連合会議が解散されてアメリカ合衆国議会となるまで書記官を続けた。

### ギャロウェイの団結案
バージニアのパトリック・ヘンリーは既に植民地政府が解体されたものと考え、新しい統治システムを求めていた。ペンシルベニアの代表ジョセフ・ギャロウェイはイギリスとの和解を求めた。ギャロウェイはある程度の権威をもったアメリカの会議体を設立し、イギリスの政策実行についてはその会議体の同意を必要とすることにする、というギャロウェイ団結案を提案した。ジョン・ジェイやエドワード・ラトリッジなどの保守派はギャロウェイ提案を支持した。ギャロウェイは後にロイヤリストに加わることになった。

### 会議の成果
会議では2つの重要な成果を得た。1つ目は10月20日に連帯決議を作成したことである。決議にはこの年の12月1日からイギリス製品をボイコットし、また輸出も止めるという植民地間の盟約（同盟規約）を盛り込んだ。西インド諸島には、イギリス商品の輸入中止に同意しなければ、商品をボイコットするという脅しを掛けることとした。ボイコットは実施され、1775年のイギリスからの輸入額は前年の3パーセントにまで落ち込んだ。規約の実行のために監視検査委員会が各植民地に作られた。この規定はニューヨークを除いて、参加した全ての植民地議会で承認された。
「耐え難き諸法」が撤回されなければ、1775年9月10日以降、イギリスへの輸出を止めることも決められた。ボイコットは成功だったが、アメリカ独立戦争の勃発によってイギリスの植民地政策を変えるまでには至らなかった。
2つめの成果は、第二次大陸会議を1775年5月10日から開催するとしたことである。第一次大陸会議に代表を送った植民地に加え、ケベック、プリンス・エドワード島、ノヴァ・スコシア、ジョージア、東フロリダ、西フロリダに招待状が発せられた。どの地域も第二次大陸会議の冒頭に代表を送らなかったが、ジョージアだけは7月に代表を参加させた。

### 植民地及び代議員
| ニューハンプシャー植民地Province of New Hampshire - ナサニエル・フォルソム:Nathaniel Folsom - ジョン・サリバン:John Sullivan マサチューセッツ湾植民地Province of Massachusetts Bay - ジョン・アダムズ:John Adams - サミュエル・アダムズ:Samuel Adams - トマス・クッシング:Thomas Cushing - ロバート・トリート・ペイン:Robert Treat Paine ロードアイランド植民地Colony of Rhode Island and Providence Plantations - スティーヴン・ホプキンス:Stephen Hopkins - サミュエル・ウォード:Samuel Ward コネチカット植民地Connecticut Colony - サイラス・ディーン:Silas Deane - エリファレット・ダイアー:Eliphalet Dyer - ロジャー・シャーマン:Roger Sherman ニューヨーク植民地Province of New York - オールバニ市 and オールバニ郡, ニューヨーク市 and ニューヨーク郡, ダッチェス郡, and ウエストチェスター郡 - ジョン・アルソップ:John Alsop - ジェイムズ・デュアン:James Duane - ジョン・ジェイ:John Jay - フィリップ・リビングストン:Philip Livingston - アイザック・ロー:Isaac Low - キングス郡 - サイモン・ベーラム:Simon Boerum - オレンジ郡 - ジョン・ハリング:John Haring - ヘンリー・ウィズナー:Henry Wisner - サフォーク郡 - ウィリアム・フロイド:William Floyd ニュージャージー植民地Province of New Jersey - スティーヴン・クレイン:Stephen Crane - ジョン・デ・ハート:John De Hart - ジェイムズ・キンゼイ:James Kinsey - ウィリアム・リビングストン:William Livingston - リチャード・スミス:Richard Smith | ペンシルベニア植民地Province of Pennsylvania - エドワード・ビドル:Edward Biddle - ジョン・ディキンソン:John Dickinson - ジョセフ・ギャロウェイ:Joseph Galloway - チャールズ・ハンフリーズ:Charles Humphreys - トマス・ミフリン:Thomas Mifflin - ジョン・モートン:John Morton - サミュエル・ローズ:Samuel Rhoads - ジョージ・ロス:George Ross デラウェア植民地New Castle, Kent, and Sussex, on Delaware - トマス・マッキーン:Thomas McKean - ジョージ・リード:George Read - シーザー・ロドニー:Caesar Rodney メリーランド植民地Province of Maryland - サミュエル・チェイス:Samuel Chase - ロバート・ゴールズボロ:Robert Goldsborough - トマス・ジョンソン:Thomas Johnson - ウィリアム・パカ:William Paca - マシュー・ティルマン:Matthew Tilghman バージニア植民地Colony and Dominion of Virginia - リチャード・ブランド:Richard Bland - ベンジャミン・ハリソン:Benjamin Harrison V - パトリック・ヘンリー:Patrick Henry - リチャード・ヘンリー・リー:Richard Henry Lee - エドモンド・ペンドルトン:Edmund Pendleton - ペイトン・ランドルフ:Peyton Randolph - ジョージ・ワシントン:George Washington ノースカロライナ植民地Province of North Carolina - リチャード・キャズウェル:Richard Caswell - ジョセフ・ヒューズ:Joseph Hewes - ウィリアム・フーパー:William Hooper サウスカロライナ植民地Province of South Carolina - クリストファー・ガズデン:Christopher Gadsden - トマス・リンチ・ジュニア:Thomas Lynch, Jr. - ヘンリー・ミドルトン:Henry Middleton - エドワード・ラトリッジ:Edward Rutledge - ジョン・ラトリッジ:John Rutledge |

## 第2次大陸会議

大陸会議における独立宣言の草案の提出を描いたジョン・トランブル画『独立宣言』

第2次大陸会議は1775年5月10日から1781年3月1日まで、開催されたアメリカ13植民地の代表による会議である。
第2次大陸会議が開かれる前に、1775年4月19日のレキシントン・コンコードの戦いによって、アメリカ独立戦争の火ぶたは切られていた。会議は、遙かに強力な敵との戦争に直面して、軍事同盟の意志決定主体とならざるを得なかった。
初めの2、3ヶ月は行き当たりばったりで協調の取れていない闘争になった。武器庫を占領し、イギリスの役人を追放し、ボストン市ではイギリス軍を包囲した。1775年6月14日、イギリス軍に対抗するために植民地軍（大陸軍）が結成され、ジョージ・ワシントン将軍が次の日に総指揮官に任命された。7月6日、13植民地で武器を持って立ち上がることの論拠と必要性を述べる「大義の宣言」を承認した。7月8日、和解の試みとして「オリーブの枝請願」がイギリス国王に送られたが、イギリス国王ジョージ3世はその受け取りを拒否した。サイラス・ディーンがフランスに大陸会議の公使として派遣された。アメリカの港は航海法を無視して開港された。
大陸会議には植民地を統治する明白な法的権限を持っていなかったが、大使の指名、条約の締結、軍隊の組織化、将軍の指名、ヨーロッパからの負債の借入、紙幣の発行（通貨はコンティネンタルと呼ばれた）、及び資金の支出など1国の政府の機能全てを担った。会議は税金を課す権限を持っていなかったが、戦争遂行のためには資金、物資及び軍隊を各邦から要求する必要があった。各邦は度々この要求を無視した。ある歴史家に拠れば、大陸会議の権力の源について次のように述べている。
大陸会議は1776年にイギリスからの独立を宣言する方向に動き始めたが、多くの代議員はそのような行動をすることに対して出身邦の政府から権限を与えられていなかった。議会の中で独立を提唱する者達は躊躇する邦政府の代議員に対する指示を変えるよう働きかけ、あるいは独立を承認しようとしない邦政府そのものを入れ替える動きまでした。1776年5月10日、適切な（すなわち革命的）政府を持たない植民地はそのような政府を形成すべきと推奨する決議案を通した。5月15日、ジョン・アダムズが起草したさらに急進的な序文をこの決議に付加し、その権限をイギリスから得ていたままの植民地政府において、イギリスの権限への忠誠と抑制への誓いを放棄するよう助言した。これと同じ日にバージニア植民地会議はフィラデルフィアにいる代議員団に独立の宣言、外国との同盟の形成および各邦の連合を要求する決議案を提案するよう指示した。独立決議は、革命派の者達が出身邦政府における独立支持を取り付けるために、数週間掛かった。リー決議として知られる実際の独立決議案は7月2日に可決された。議会は続いてこの決議の公式解釈に注意を向け、アメリカ独立宣言が7月4日に採択され、その後直ぐに出版された。独立宣言は8月2日に署名された。
大陸会議は、イギリス軍がアメリカ合衆国の最初の首都とされたフィラデルフィアを占領したため、1777年9月末にこの地を離れ、ヨークに移されその運営を継続した。
その後1年以上にわたった議論の末の1777年11月17日、デロス同盟に比せられる連合規約を可決し、各邦での批准を求めて送付された。問題は大型邦が発言力を欲したのに対し、専制政治を恐れた小型邦がこれを無効にしたことだった。トーマス・ジェファーソンが提案した上院は各邦を代表し、下院は各住民を代表するという案は否決された（類似した提案は後のアメリカ合衆国憲法で採用された）。小型邦の主張が通り、各邦はそれぞれ1票を得た。大陸会議はこの規約を各州でもできるだけ早く批准するように急がせたが、すべての州で批准するまでには3年半を要した。13邦の中でバージニア邦議会が1777年12月16日に連合規約を批准して最初の邦となり、メリーランド邦の場合は1781年2月2日に批准して最後の邦となった。この間も議会は借金をし、課税権限のないままに新しい国を率いて戦争を遂行するよう務めた。
最終的に連合規約は1781年3月1日に第二次大陸会議の場でメリーランド邦代議員団による署名が行われ、批准の完了が宣言された。大陸会議は解散し、翌日同じメンバーで連合会議に引き継がれた。歴史家のエドマンド・バーネットは「如何なる種類のものでも新しい組織は無く、新しい議長の選挙すら無かった」と記した。これがアメリカ独立戦争を終結させる議会となった。

### 会議の構成

#### 第2次大陸会議に参加した植民地
- ニューハンプシャー Province of New Hampshire
- マサチューセッツ Province of Massachusetts
- ロードアイランド Colony of Rhode Island and Providence Plantations
- コネチカット Connecticut Colony
- ニューヨーク Province of New York
- ニュージャージー Province of New Jersey
- ペンシルベニア Province of Pennsylvania
- デラウェア Delaware Colony|Lower Colonies on Delaware
- メリーランド Province of Maryland
- バージニア Colony and Dominion of Virginia
- ノースカロライナ Province of North Carolina
- サウスカロライナ Province of South Carolina
- ジョージア Province of Georgia

第二次大陸会議が1775年5月10日に招集されたとき、実質的には第一次大陸会議を再集結という形になった。第一次大陸会議に出席した56人の代議委員の多くが第二次でも出席しており、議長には同じくペイトン・ランドルフ、書記官にはチャールズ・トムソンを指名した。初めて参加した者の中で著名な者はペンシルベニアのベンジャミン・フランクリンとマサチューセッツのジョン・ハンコックがいた。開会から2週間のうちに、ランドルフがバージニアで植民地議会を主宰するために呼び戻され、その後のバージニア代議員はトーマス・ジェファーソンとなり、数週間後に到着した。ヘンリー・ミドルトンがランドルフの後の議長に選出されたが、ミドルトンはこれを辞退し、5月24日にハンコックが議長に選出された。
ジョージア植民地は第一次大陸会議に出席せず、第二次大陸会議でも当初は代表団を送らなかった。1775年5月13日、ライマン・ホールがジョージア植民地セントジョンズ郡代表として受け入れられたが、植民地全体の代表としてではなかった。7月4日、革命派ジョージア人がアメリカ革命にどのように反応するべきかを決める為に植民地議会を開き、7月8日に大陸会議に代議員団を派遣することを決めた。その代議員団は7月20日に到着した。

### 会議の会期と場所、議長
- 1775年5月10日〜1776年12月12日、フィラデルフィア、議長:ペイトン・ランドルフ、ジョン・ハンコック
- 1776年12月20日〜1777年3月4日、ボルチモア、議長:ジョン・ハンコック
- 3月5日〜9月18日、フィラデルフィア、議長:ジョン・ハンコック
- 1777年9月27日（1日のみ）、ランカスター、議長:ジョン・ハンコック
- 1777年9月30日〜1778年6月27日、ヨーク、議長:ジョン・ハンコック、ヘンリー・ローレンス
- 1778年7月2日〜1781年3月1日、フィラデルフィア、議長:ヘンリー・ローレンス、ジョン・ジェイ、サミュエル・ハンティントン